# Posof (stad)
Posof is een stad in het gelijknamige district van de provincie Ardahan van Turkije.

## Bekende (ex-)inwoners
Bekende personen die geboren of woonachtig zijn of waren in Posof of een andere significante band met de stad hebben:
- Alpaslan Öztürk (1993), Belgisch voetballer
- Ergün Top (1973), Belgisch politicus
- Serkan Bozyigit (1992), Belgisch politicus